# Ján Kuciak

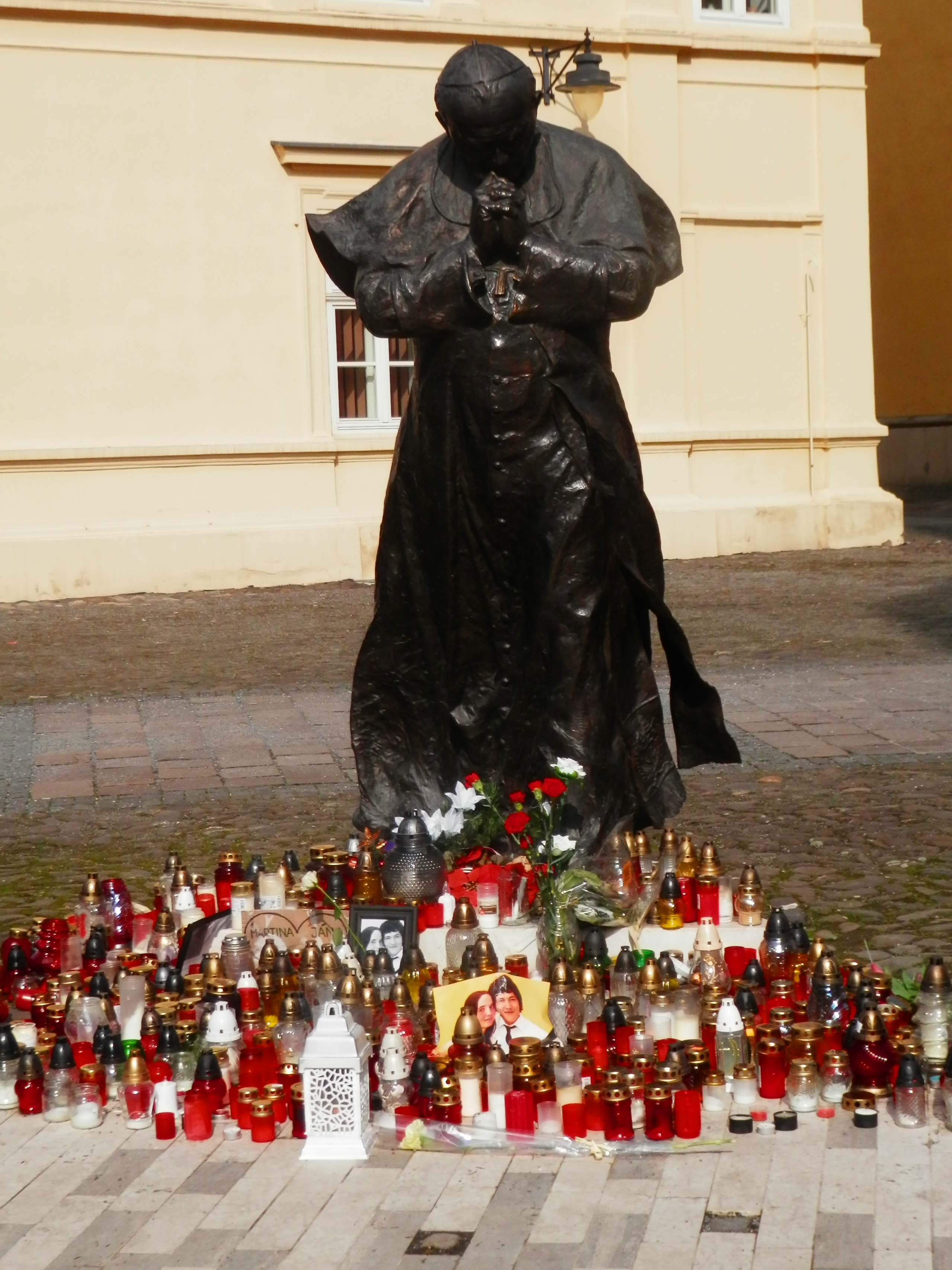
Martina Kušnírová e Ján Kuciak, posto commemorativo sotto la statua di san Giovanni Paolo II a Prešov

Ján Kuciak (Štiavnik, 17 maggio 1990 – Veľká Mača, 21 febbraio 2018) è stato un giornalista slovacco, ucciso insieme alla fidanzata Martina Kušnírová e trovato senza vita nella sua abitazione di Veľká Mača, nel distretto di Galanta, in Slovacchia.

## Biografia
Ján Kuciak era un giornalista investigativo per il sito slovacco Aktuality.sk. Le sue indagini erano incentrate sulla gestione di fondi strutturali dell'Unione europea nel suo paese e ha curato diverse inchieste collaborando anche nei Panama Papers.
Tra le sue ultime investigazioni prima dell'omicidio, Kuciak stava lavorando su una probabile connessione tra il governo slovacco e la 'Ndrangheta. Precedentemente ha scritto su presunte frodi fiscali tra noti businessman e il partito politico Direzione - Socialdemocrazia (Smer-SD) del Primo Ministro Robert Fico e in particolare sul Ministro dell'Interno Robert Kaliňák e quello delle Finanze Ján Pociatek. In aggiunta a queste indagini le sue attenzioni si erano concentrate sull'imprenditore Marian Kocner, accusato di frode ed evasione fiscale ma il cui caso è stato in seguito archiviato dalla magistratura nel 2017.
Il 28 febbraio il sito Aktuality.sk ha pubblicato l'ultimo articolo incompleto di Kuciak che riguardava delle attività collaborative tra Viliam Jasaň, Segretario del Consiglio per la Sicurezza Nazionale slovacca e Mária Trošková, ex modella e assistente personale del Primo Ministro Fico con l'organizzazione criminale italiana. Entrambi hanno rassegnato le dimissioni e poco dopo è toccato anche al Ministro della Cultura Marek Maďarič.

## Omicidio
Il 21 febbraio 2018 Ján Kuciak viene ucciso con un colpo di pistola nella sua abitazione di Veľká Mača insieme alla fidanzata Martina Kušnírová; i loro corpi vengono rinvenuti dalla polizia nel pomeriggio del 26 febbraio, dopo che i familiari non avevano ricevuto risposta alle loro chiamate nei giorni precedenti.

### Reazioni
L'omicidio ha causato shock ed incredulità diffusa in tutto il paese. Kuciak è il primo giornalista ad essere stato ucciso in Slovacchia.
Il giorno seguente molte persone si sono radunate in segno di tributo in tutto il paese e delle candele sono state accese alla Slovak National Uprising Square di Bratislava e di fronte all'ufficio editoriale dell'Aktuality.sk. Simili riconoscimenti sono stati organizzati in molte città ceche tra cui Praga e Brno. Il Presidente della Repubblica slovacca Andrej Kiska ha espresso "sgomento e orrore che una cosa del genere sia successa in Slovacchia". Il 2 marzo circa 25.000 persone hanno effettuato una protesta in Bratislava contro questo atto criminoso.
Nello stesso pomeriggio del ritrovamento dei corpi, il Presidente della polizia slovacca Tibor Gašpar, il Primo Ministro Robert Fico e il ministro Robert Kaliňák hanno annunciato la creazione di una task force per la risoluzione del caso; inoltre il Governo slovacco ha offerto €1 milione per informazioni riguardante gli assassini dei due ragazzi.

### Arresti
Il 1º marzo 2018 l'Agenzia nazionale anticrimine ha effettuato alcuni blitz nelle città slovacche di Michalovce e Trebišov, che hanno permesso di arrestare l'imprenditore italiano Antonino Vadalà, presente negli articoli di Kuciak e legato all'organizzazione criminale calabrese; insieme a lui sono stati fermati i due fratelli Bruno e Sebastiano e il cugino Pietro Caprotta, oltre ai due fratelli Diego e Antonio Rodà. Dopo 48 ore tutti i detenuti vengono rilasciati per mancanza di prove.
Il 13 marzo 2018 si conclude un'operazione della procura di Venezia in collaborazione con Eurojust contro il traffico internazionale di cocaina contro di 17 persone tra Veneto, Lombardia e Calabria, tra cui Antonino Vadalà che vive in Slovacchia.
Il 4 maggio 2018 viene accolta la richiesta di estradizione fatta dal governo italiano al procuratore regionale di Košice. Sarebbe stato in passato contiguo ai clan di Bova e mediatore con gli Zindato di Reggio Calabria. Il giornalista Ján Kuciak e la sua fidanzata Martina Kušnírová sono stati assassinati il 21 febbraio 2018 nella loro casa di famiglia a Veľká Mača nel distretto di Galanta. Nella fattispecie valgono tre sentenze. Gli autori dell'omicidio, Miroslav Marček e Tomáš Szabó, hanno ricevuto condanne a 25 anni senza condizionale, Zoltán Andruskó a 15 anni senza condizionale. Tuttavia, nel caso dei mandanti dell'omicidio, il processo non si è ancora concluso, deciderà la Corte Suprema.

### Conseguenze politiche
In seguito al duplice assassinio, si sono dimessi in successione: il ministro della Cultura Marek Maďarič, il ministro dell'Interno Robert Kaliňák (travolto dalle proteste di piazza e accusato di aver mentito sui rapporti del Governo con i criminali della 'Ndrangheta, sospettati, arrestati e poi rilasciati, di avere avuto un ruolo nell'omicidio Kuciak), e il primo ministro Robert Fico. Quest'ultimo si è visto costretto a rassegnare le dimissioni dopo che, Most-Híd, uno dei tre partiti di maggioranza, aveva annunciato di voler richiedere nuove elezioni nel caso in cui non vi fosse stato un rimpasto di governo.
Il 16 marzo 2018 il Presidente della Repubblica Andrej Kiska affida a Peter Pellegrini, vice primo ministro del Governo Fico III, l'incarico di formare un nuovo Governo; L'opposizione critica la scelta poiché la figura di Peter Pellegrini viene considerata troppo vicina a Robert Fico; sorgono proteste di piazza che invocano nuove elezioni. Il 20 marzo lo stesso Presidente della Repubblica respinge la richiesta del primo ministro designato di formare un nuovo governo, formulando specifiche riserve sulla proposta dei ministri. Quindi chiede a Pellegrini di proporre una nuova lista di nomine di membri del governo.